# Lodi (village, New York)
Pour les articles homonymes, voir Lodi (homonymie).
Ne doit pas être confondu avec Lodi (New York).
Lodi est un village du comté de Seneca, dans l'État de New York, aux États-Unis,. En 2010, il comptait une population de 291 habitants.

## Démographie
Lors du recensement de 2010, le village comptait une population de 291 habitants, tandis qu'en 2019, elle est estimée à 286 habitants.